# Vicia capreolata
Vicia capreolata é uma espécie de planta com flor pertencente à família Fabaceae. 
A autoridade científica da espécie é Lowe, tendo sido publicada em Transactions of the Cambridge Philosophical Society 6: reimpr. 23. 1838.

## Portugal
Trata-se de uma espécie presente no território português, nomeadamente no Arquipélago da Madeira.
Em termos de naturalidade é endémica da região atrás referida.

## Protecção
Não se encontra protegida por legislação portuguesa ou da Comunidade Europeia.